# Walter Haenel
Walter Haenel (* 15. August 1862 in Magdeburg; † 13. Februar 1928 in Düsseldorf) war ein deutscher Industrieller.

## Leben
Walter Haenel studierte an den Technischen Hochschulen Braunschweig und Stuttgart Ingenieurwissenschaften. In Braunschweig schloss er sich dem Corps Teutonia und in Stuttgart dem Corps Stauffia an. 1885 trat er eine Stellung als Konstruktionsingenieur beim Peiner Walzwerk an.
Am 1. Oktober 1888 wechselte er als Betriebsingenieur zur Hasper Hütte. 1890 heiratete er eine Enkelin des Hauptkommanditisten und Werksleiters Peter Krieger. Als nach einer längeren finanziellen Krise das Stahlwerk von Krieger & Co. vor dem Konkurs stand, wurde es unter der Führung von Peter Klöckner 1894 in eine Aktiengesellschaft umgewandelt und Haenel zum technischen Direktor bestellt. Unter seiner Führung erfuhr die Hütte einen stetigen Ausbau, der 1906 einen vorläufigen Höhepunkt in der Inbetriebnahme des ersten Hochofens des Hasper Werkes fand. Haenel hatte 1904 erreichen können, dass Peter Klöckner sich für Haspe und nicht für Duisburg als Standort eines neuen Hochofenwerkes entschieden hatte. Bis 1972 sollte in Haspe Roheisen und Rohstahl produziert werden. Noch im gleichen Jahr, 1906, wurde er zum Generaldirektor der Hasper Eisen- und Stahlwerk Aktiengesellschaft ernannt. Ende 1923 schied er aus der Leitung der Gesellschaft aus und wechselte später in den Aufsichtsrat der Klöckner-Werke.
Walter Haenel war über viele Jahre Vorstandsmitglied des Vereins Deutscher Eisenhüttenleute. Er gehörte auch dem Verein Deutscher Ingenieure (VDI) und dem VDI-Bezirksverein an der Lenne an.

## Ehrungen
- Verleihung der Ehrendoktorwürde der RWTH Aachen (Dr.-Ing. E. h.) im Wintersemester 1922/23
- Umbenennung der Bahnhofstraße in Haspe, heute Hagen-Haspe, in Haenelstraße im Jahre 1930